# Grand Prix ACF Autotech
 (septembre 2023).
Ne doit pas être confondu avec le Grand Prix automobile de France.
Le Grand Prix ACF Autotech (nom complet Grand Prix ACF Autotech powered by ESSEC Automobile Club) est un concours qui récompense les nouvelles entreprises les plus innovantes (startups) proposant « un service ou un développement technologique pouvant trouver application dans le domaine automobile ». Il est organisé en France depuis 2018 par l'Automobile Club de France (ACF) en partenariat avec l'ESSEC Alumni Automobile Club (EAAC), et Autotech à partir de l'édition 2020.

## Historique
Cette section ne s'appuie pas, ou pas assez, sur des sources secondaires ou tertiaires indépendantes du sujet.

Pour l'améliorer, ajoutez-en, ou placez des modèles {{Source secondaire souhaitée}} ou {{Source secondaire nécessaire}} sur les passages mal sourcés. (juin 2022)

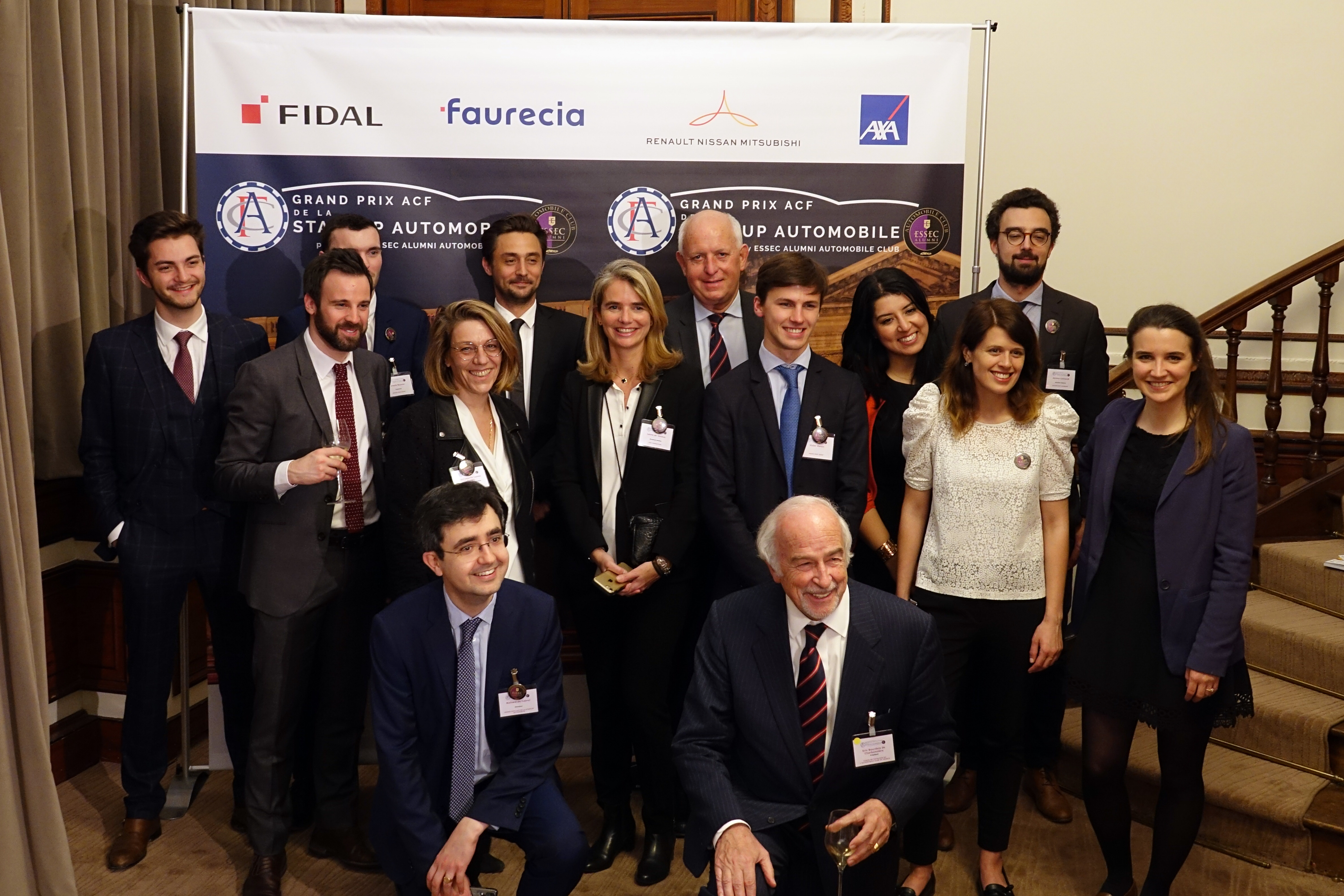
Équipe organisatrice

Chaque année, l'Automobile Club de France lance un appel à projets auprès des startups du domaine automobile et leur propose un concours où leur proposition "doit trouver application sur le produit automobile dans son usage, sa conception, sa fabrication ou sa commercialisation". Les projets sont déposés avant la mi-janvier, puis en début mars les six finalistes sont sélectionnés, et les vainqueurs sont désignés en avril à Paris lors de la cérémonie de remise des prix. Le concours promet l’équivalent de 150 000 € aux gagnants offert par les partenaires du Grand Prix.
Le Grand Prix ACF a pour objectif d’offrir aux startups participantes une tribune leur permettant d'exposer leur projet aux professionnels du secteur composé d'entrepreneurs, d'industriels, de financiers ou de professionnels de l’automobile, un programme d'accompagnement financier et juridique ainsi qu'une plus grande visibilité.
À l'origine le concours avait pour nom le Grand Prix ACF de la Startup Automobile pour les deux premières éditions, et à partir 2020 le concours s'associe à l’accélérateur AutoTech CarStudio afin d'offrir aux startups une candidature (double) uniformisée pour participer au concours et d’être accélérées dans la structure AutoTech du groupe Mobivia.

### Récompenses

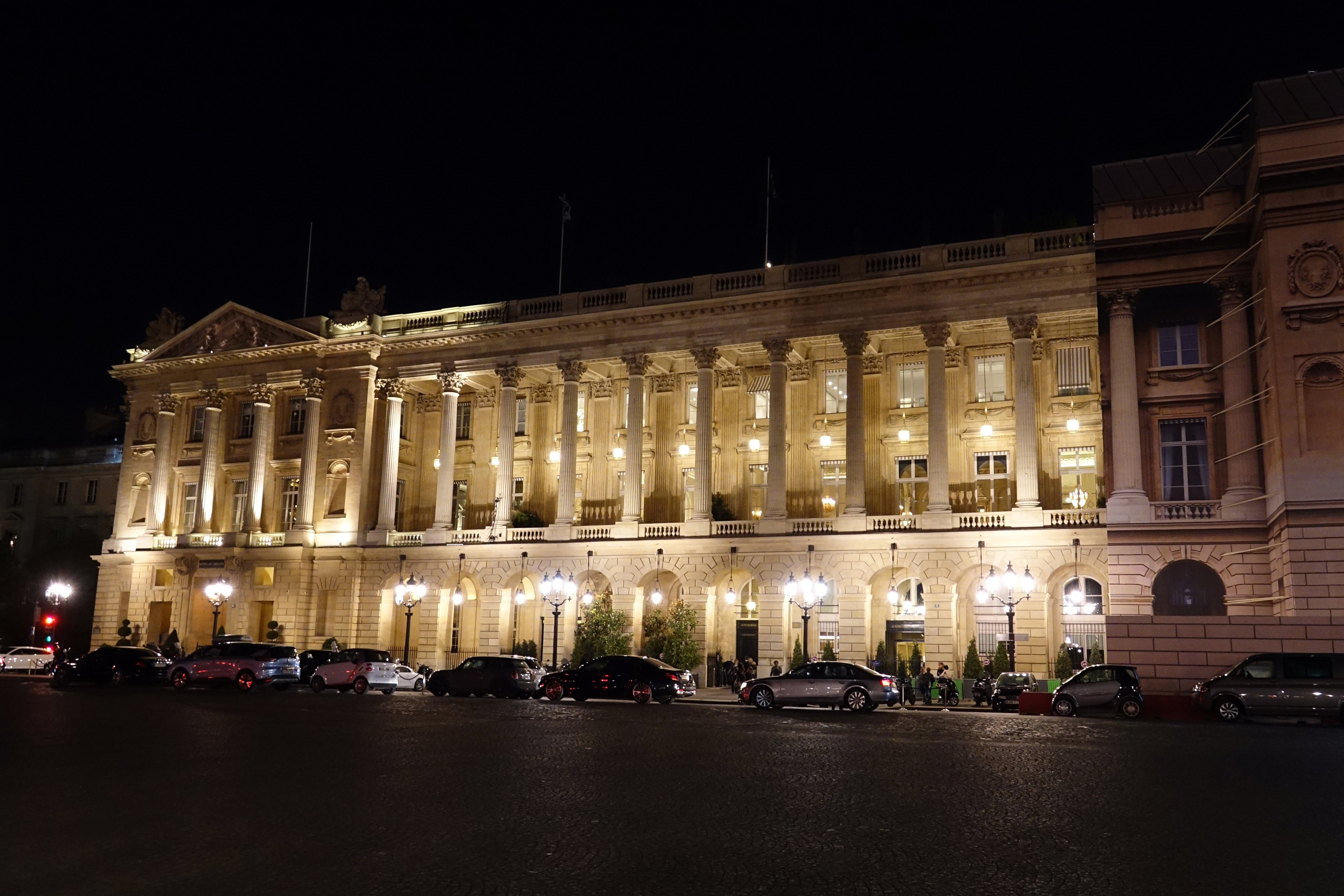
Hôtel du Plessis-Bellière

La finale du concours, avec la remise des prix, a lieu dans l'Hôtel du Plessis-Bellière, siège de l'Automobile Club de France, Place de la Concorde à Paris, dans le 8e arrondissement.
Trois prix sont attribués aux lauréats comprenant des dotations offertes par les partenaires.

## Éditions
Cette section ne s'appuie pas, ou pas assez, sur des sources secondaires ou tertiaires indépendantes du sujet.

Pour l'améliorer, ajoutez-en, ou placez des modèles {{Source secondaire souhaitée}} ou {{Source secondaire nécessaire}} sur les passages mal sourcés. (juin 2022)

### 1reédition (2018)
En 2018, dès sa première édition, le concours a attiré quelques 74 participants.

#### Lauréats

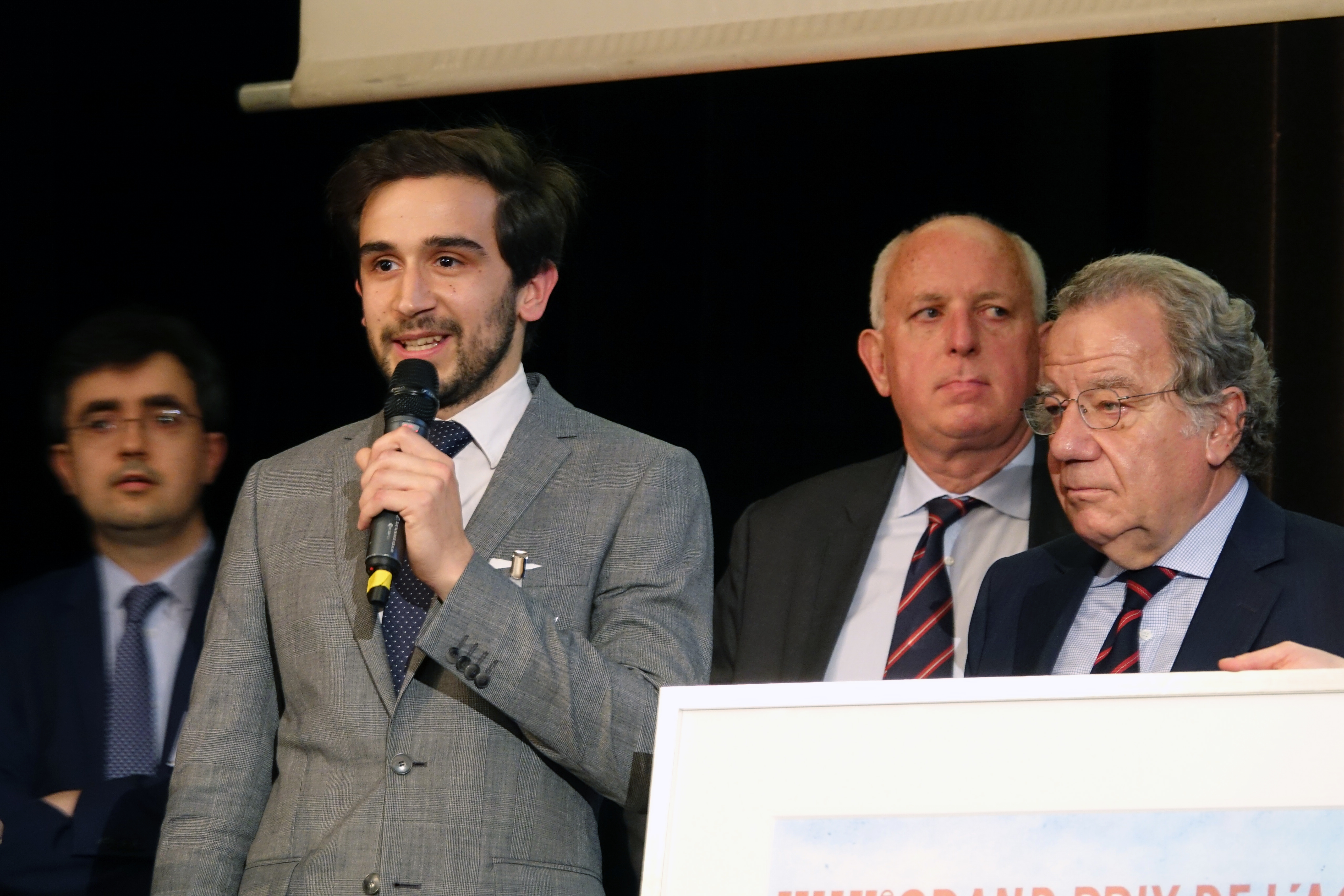
Richard de Cabrol, Aymeric de Pontbriand (Scortex), Thierry Peugeot, Louis Desanges

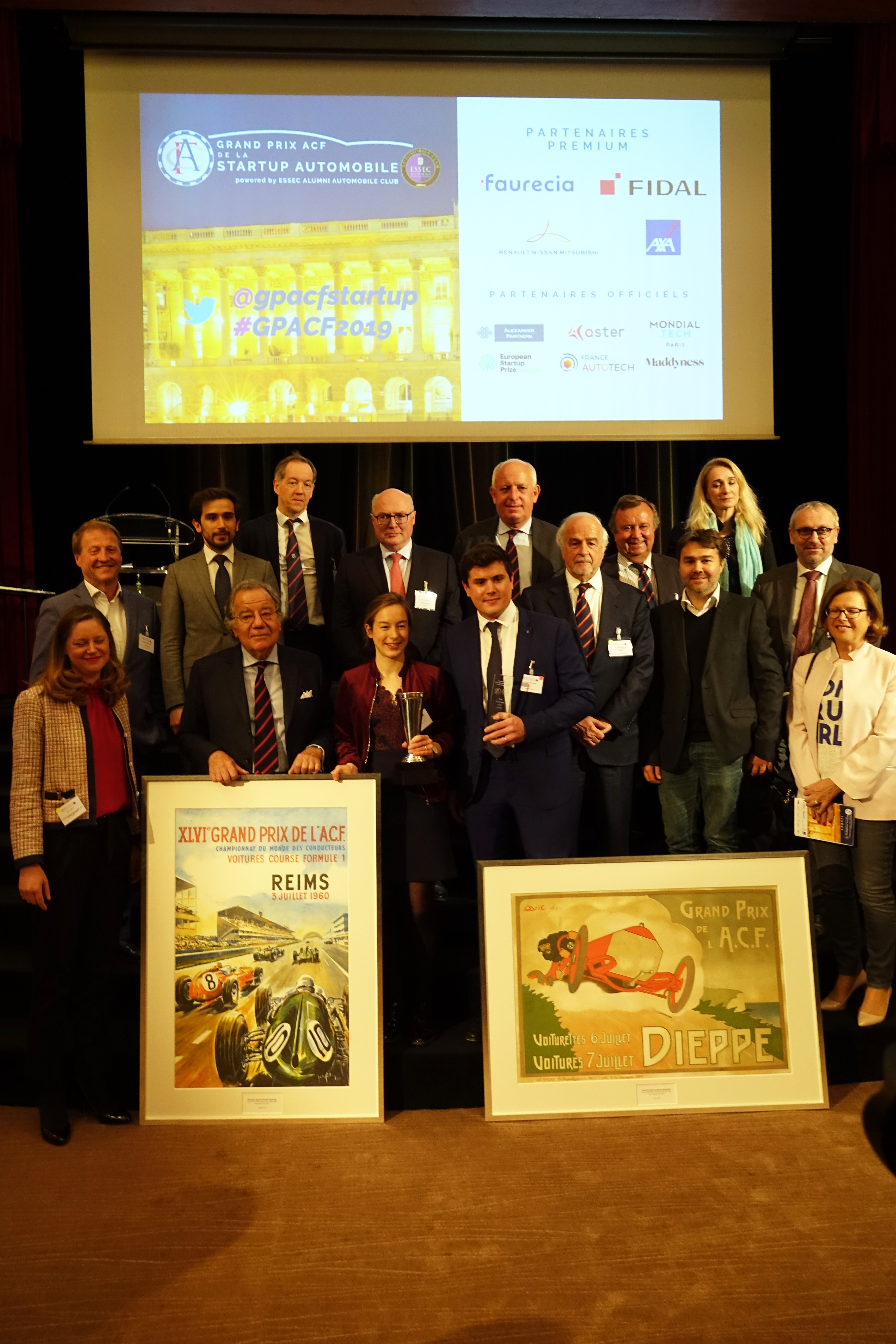
Lauréats 2019 : Claire Cano-Houllier (Expedicar) et Cédric Bernard (ProovStation)

La finale et la remise des prix du concours a lieu le 12 avril 2018.
Grand Prix ACF
Scortex : éditeur d’une solution d'inspection basée sur l'intelligence artificielle pour l'industrie manufacturière permettant d'automatiser les contrôles qualité.
- Aymeric de Pontbriand, PDG de Scortex, a déclaré lors de sa victoire : « Je suis ravi de recevoir ce premier Grand Prix ACF. Il s'agit d'une validation pour Scortex d'un jury composé de personnalités du secteur. »[3]

Prix Pionnier ACF
Wheeliz : site de location de voitures aménagé pour les personnes à mobilité réduite.

### 2eédition (2019)
En 2019, ce sont 75 participants qui sont inscrits au concours.

#### Lauréats
La finale et la remise des prix du concours a lieu le 8 avril 2019.
Grand Prix ACF
- Expedicar (devenu HiFlow) : Simplifie la logistique du transport et de la livraison de l’automobile[4].

Prix Pionnier ACF
- ProovStation : Industrialisation, automatisation et standardisation de l’inspection automobile.

Prix du Public
- CarJager : Outil de recherche d’autos de collection via des fonctionnalités communautaires.

### 3eédition (2020)
En raison de l'épidémie de coronavirus COVID-19, l'édition 2020 se déroule intégralement en ligne où les seize membres du Jury, les six candidats et les prestataires se retrouvent en direct sur Youtube.
Cette 3e édition a reçu 89 inscritptions au concours.

#### Lauréats
La finale et la remise des prix du concours a lieu le 2 avril 2020 avec un format 100 % en ligne.
Grand Prix ACF
- Iot.bzh : société spécialisée en systèmes d'exploitations et cybersécurité pour les tableaux de bord automobiles.

Prix Pionnier ACF
- Altaroad : capteurs améliorant la durabilité et la sécurité des infrastructures routières.

Mention GPACF GreenTech
- AC Biode : première batterie autonome en courant alternatif et circuit électrique spécifique pour la mobilité électrique et le stockage d’énergie renouvelable.

### 4eédition (2021)
En raison de l'épidémie de coronavirus COVID-19, l'édition 2021 se déroule principalement en ligne pour le public, et les seize membres du Jury, les six candidats, les prestataires ainsi que 150 invités se retrouvent à l'Automobile Club de France pour la finale du concours.
Pour cette 4e édition, 75 startups de 11 nationalités différentes ont participé au concours.

#### Lauréats
La finale et la remise des prix du concours a lieu le 15 avril 2021.
Grand Prix ACF
- Qovoltis : solution intelligente et polyvalente de recharge pour véhicules électriques utilisant un système d’intelligence artificielle pour le pilotage et l’optimisation de la consommation et du réseau électrique.

Prix Pionnier ACF
- EIFHYTEC : développe un compresseur hydrogène innovant utilisant un effet thermique plutôt qu'un effet mécanique pour fonctionner.

Mention GPACF GreenTech
- EIFHYTEC

### 5eédition (2022)
Pour cette 5e édition, 76 startups de 17 nationalités différentes ont participé au concours.

#### Lauréats
La finale et la remise des prix du concours a lieu le 14 avril 2022.
Grand Prix ACF
- Geolith : Solution de production de Lithium Eco-Responsable.

Prix Pionnier ACF
- Serinus Labs : système de surveillance technique permettant d'analyser et de contrôler la qualité du SOH des batteries Lithium-ion à l'aide de capteurs très performants.

Mention GPACF GreenTech
- RACEnergy : concepteur de batteries interchangeables et rétrofit de véhicules à trois roues.

### 6eédition (2023)

#### Lauréats
La finale et la remise des prix du concours a lieu le 20 avril 2023.
Grand Prix ACF
- Brad Rosen – NODAR

Prix Pionnier ACF
- Justine Bonnot – Wedolow

Mention GPACF GreenTech
- Inès Multrier & Julien Bou Abbou - Nelson